# 縛 (佛教)
縛，又稱縛結，佛教術語，與結、漏的意義相近，為煩惱的異名。佛教中將縛分為三大類，稱三縛，即貪縛、瞋縛、痴縛三者。

## 概論
縛，有枷鎖、綑綁、束縛之意，佛教用來比喻眾生被五受陰所綑綁、拘束，無法解脫。
此外，又有三結縛的說法。

## 類似字義
縛與纏的字義相近，同樣被當成煩惱之一。在雜阿含經中，有纏結一詞，相當於《相應部》〈23經〉〈結縛經〉其中的結縛。這個名詞在巴利文中為，又譯為縛，有束縛之意，字面上又有編頭髮的意思在，因此《別譯雜阿含經》譯為結髮。

## 分類

### 三縛
佛教中，大致分為三類，即貪縛、瞋縛、痴縛三者。

### 四縛
貪欲縛、瞋恚縛、戒取縛、我見縛，四者合稱四縛。